# Invazia jefuitorilor de trupuri (film din 1956)
Invazia jefuitorilor de trupuri (titlu original Invasion of the Body Snatchers) este un film de groază științifico-fantastic din 1956 regizat de Don Siegel, cu Kevin McCarthy și Dana Wynter în rolurile principale. Daniel Mainwaring a adaptat pentru scenariu romanul Jefuitorii de trupuri scris de autorul Jack Finney în 1955.
Povestea descrie o invazie extraterestră asupra unui orășel din California. Invadatorii înlocuiesc ființele umane cu duplicate care par identice la suprafață, dar sunt lipsite de emoții sau de orice urmă de individualitate. Un medic local descoperă ceea ce se întâmplă și încearcă să-i oprească.
În 1994, Invazia jefuitorilor de trupuri a fost selectat de către Biblioteca Congresului  pentru conservare în Registrul Național de Film al Statelor Unite ale Americii fiind apreciat ca "istoric, cultural sau estetic semnificativ."

## Distribuție
- Kevin McCarthy ca Miles Bennell
- Dana Wynter ca Becky Driscoll
- Larry Gates ca Dan Kauffman
- King Donovan ca Jack Belicec
- Carolyn Jones ca Theodora "Teddy" Belicec
- Virginia Christine ca Wilma Lentz
- Jean Willes ca Sally Withers
- Whit Bissell (nemenționat) ca Dr. Hills
- Richard Deacon (nemenționat) ca medic la urgență.